# Poartă (sport)

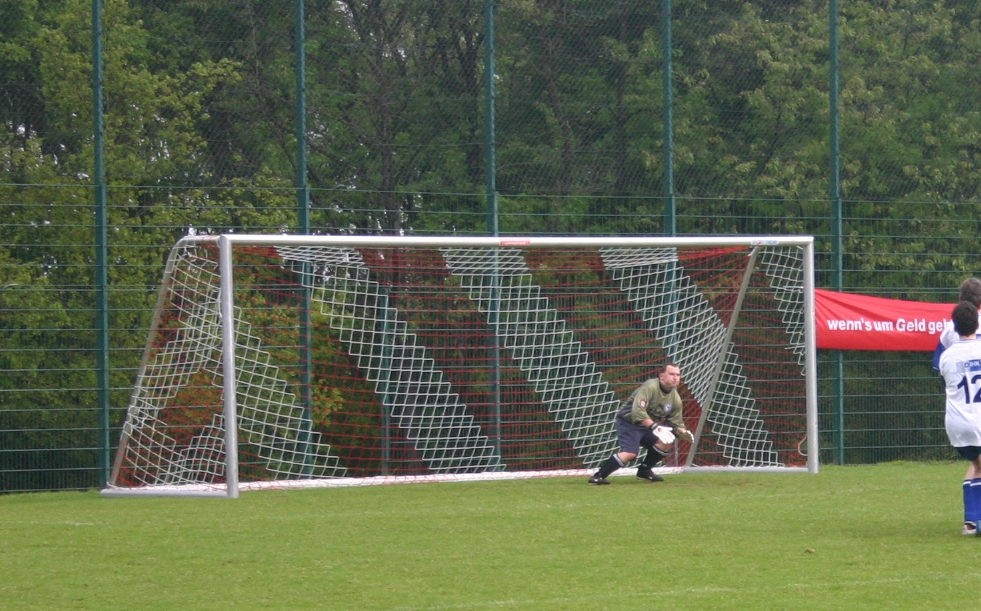
Poartă de fotbal

În sporturile de echipă poarta este o construcție, de obicei de formă dreptunghiulară, amplasată la capetele terenului. În jocurile cu porți, echipele participante au ca obiectiv introducerea obiectului de joc (minge, puc) în poarta adversarilor. Această situație se numește gol și permite echipei care l-a înscris să acumuleze puncte, care fac diferența în rezultatul final al partidei.
Componentele verticale ale porții sunt numite „bare” (sing. „bară”), iar componenta orizontală – „bară transversală”.
În majoritatea sporturilor porțile au prinsă în partea din spate o plasă în care se oprește mingea/pucul, iar poarta este apărată de un jucător special – portar.